# David S. Hibbett
David Scott Hibbett ist ein amerikanischer Mykologe an der Clark University.
Er beschäftigt sich insbesondere mit der Phylogenetik der Agaricomycetes. So führte er die Taxa Dikarya, Jaapiaceae, Jaapiales und Amylocorticales ein.
Sein botanisch-mykologisches Autorenkürzel lautet „Hibbett“.

## Veröffentlichungen (Auswahl)
- David Hibbett, Robert Blanchette, Paul Kenrick, Benjamin Mills: Climate, decay, and the death of the coal forests. In: Current Biology. Band 26, Nr. 13, 2016, S. R563–R567, doi:10.1016/j.cub.2016.01.014 (clarku.edu [PDF]).
- David Hibbett: The invisible dimension of fungal diversity. In: Science. Band 351, Nr. 6278, 11. März 2016, S. 1150–1151, doi:10.1126/science.aae0380 (clarku.edu [PDF]).[5]